# Halolimnohelix conradti
Halolimnohelix conradti е вид коремоного от семейство Halolimnohelicidae.

## Разпространение
Видът е разпространен в Танзания.